# Bani Muhammad Szarawi
Bani Muhammad Szarawi – miejscowość w Egipcie, w muhafazie Al-Minja, w dystrykcie Abu Kurkas. W 2006 roku liczyła 12 268 mieszkańców.